# Râul Valea Lungă, Răcăciuni
Râul Valea Lungă este un curs de apă, afluent al râului Răcăciuni. 